# Cyclothone pallida
Cyclothone pallida é uma espécie de peixe pertencente à família Gonostomatidae.
A autoridade científica da espécie é Brauer, tendo sido descrita no ano de 1902.

## Portugal
Encontra-se presente em Portugal, onde é uma espécie nativa.

## Descrição
Trata-se de uma espécie marinha. Atinge os 5,22 cm de comprimento padrão, com base de indivíduos de sexo indeterminado.